# Gangesdelfiner
Gangesdelfiner (Platanista) är ett släkte i underordningen tandvalar som består av två arter eller en art med två underarter, beroende på taxonomi. Platanista är det enda släktet i familjen Platanistidae.
Arter enligt Mammal Species of the World:
- Platanista gangetica
- Platanista minor, listas av IUCN som underart

## Utseende
Gangesdelfiner har en långdragen och lite uppåt böjd nos. Kroppslängden ligger mellan 2 och 3 meter. Honor som blir upp till 90 kg tunga är lite större än hannar. Stjärtfenan är liten och inte påfallande med en genomsnittlig bred av 46 cm. De liknar i flera hänseenden arten Amazondelfin (Inia geoffrensis) men är inte närmare släkt med denne.
Kroppsfärgen är mörkgrå med en något ljusare undersida. Ögonen är rudimentära och saknar lins. Trots allt kan de skilja mellan olika ljusstyrkor.

## Utbredning
Släktets två arter lever i olika flodsystem. Arten Platanista gangetica finns i floderna Ganges och Brahmaputra samt deras bifloder i nordöstra Indien och Bangladesh. Den andra arten, Platanista minor, förekommer i mellersta delen av floden Indus i Pakistan. Arten hade tidigare ett betydligt större utbredningsområde och levde i flera av Indus' bifloder.

### Status
Gangesdelfiner hotas av att de fastnar i fiskenät. Dessutom försämras utbredningsområdets kvalitet genom byggandet av slussar och dammbyggnader samt förorening av vattnet med gifter som gör delfinerna infertila. I vissa regioner fångas dessa delfiner direkt. Köttet används inte som mat utan som fiskbete för malar och tranet nyttjas som afrodisiakum. Båda arterna listas av IUCN som starkt hotade (endangered) på IUCN:s rödlista.

## Levnadssätt
Individerna besöker bifloder under tider med mycket regnfall (monsun) och de stannar under den torra perioden i de stora floderna. De dyker vanligen 30 till 120 sekunder och de höjer sedan kroppsdelen med blåshålet lite över vattenytan. Exemplar som hölls i fångenskap riktade oftast en av kroppens sidor nedåt vid dykningar.
I vattnet orienterar sig gangesdelfiner med eko-lokalisering. De använder även den känsliga nosen för att hitta föda i flodernas bottensediment. Arterna äter fiskar, kräftdjur och andra små organismer som lever i vattnet. Enligt en avhandling bildar arterna mindre flockar med 3 till 10 medlemmar och enligt en annan studie syns Platanista gangetica oftast ensam.
Ungdjuren föds vid början av regionens torrperiod. Ungdjuret är vid födelsen cirka 70 cm lång och honan diar ungefär ett år. Individerna blir uppskattningsvis efter 10 år könsmogna. Några hannar växte fortfarande när de var 16 till 28 år gamla.

## Systematik
De två nämnda arterna räknades ursprungligen till samma art. Under 1970-talet blev åsikten att varje population är en egen art allt vanligare. Populationen från Indus fick då det vetenskapliga namnet Platanista indi. Å andra sidan ansåg Dale W. Rice 1998 i sitt allmänt accepterade verk Marine Mammals of the World: Systematics and Distribution att populationernas morfologiska skillnader inte är tillräcklig stora för att lista de som självständiga arter. Senare auktorer som Nowak 1999 och Wilson & Reeder 2005 redovisar däremot två arter.
Gangesdelfiner räknas som självständig familj i underordningen tandvalar. De har samma habitat som andra floddelfiner och även liknande anatomiska egenskaper som troligen uppkom på grund av konvergent evolution. I vissa äldre systematiker listades Gangesdelfiner tillsammans med Amazondelfin, asiatisk floddelfin och Laplatadelfin till en gemensam familj (Platanistidae) eller överfamilj (Platanistoidea) men molekylärgenetiska undersökningar visade att denna indelning är en motsägelse. Enligt modern kladistik är gangesdelfiner systergruppen till ett gemensamt taxon av överfamiljen Delphinoidea (vitvalar, tumlare och delfiner) och de andra floddelfinerna.